# When in Rome (2002)
When in Rome är en amerikansk långfilm från 2002 i regi av Steve Purcell, med Ashley Olsen, Mary-Kate Olsen, Leslie Danon och Julian Stone i rollerna.

## Handling
Systrarna Leila (Ashley Olsen) och Charli Hunter (Mary-Kate Olsen) får sommarjobb i Rom, ett jobb som kanske inte känns så viktigt när staden är full av äventyr och romantik. De hinner dock knappt börja innan de blir avskedade. Systrarna bestämmer sig för att ta reda på de bakomliggande orsakerna bakom avskedandet och försöker få tillbaka jobbet. Under tiden får de dock tid över för att upptäcka allt vad Rom har att erbjuda.

## Rollista
| Ashley Olsen         | – Leila         |
| Mary-Kate Olsen      | – Charli        |
| Leslie Danon         | – Jami          |
| Julian Stone         | – Derek Hammond |
| Michelangelo Tommaso | – Paolo         |
| Ilenia Lazzarin      | – Daril         |
| Archie Kao           | – Nobu          |
| Valentina Mattolini  | – Heidi         |